# Nhà thờ Đức Bà Szeged
Nhà thờ Đức Bà Szeged (tiếng Hungary: Szegedi dóm hay Fogadalmi templom) là một nhà thờ có hai tháp ở thành phố Szeged. Nhà thờ nằm trên quảng trường Dóm cùng với tháp Dömötör. Công trình xây dựng nhà thờ được bắt đầu từ năm 1913 nhưng nhưng do Chiến tranh thế giới thứ nhất bùng nổ nên mãi đến năm 1930 mới được hoàn thành. Nhà thờ hiện đóng vai trò là nhà thờ Chính tòa của Giáo phận Công giáo La Mã Szeged – Csanád.

## Số liệu thống kê
Nhà thờ Đức Bà Szeged là nhà thờ lớn thứ tư ở Hungary. Nhà thờ có mái vòm cao 54 mét so với mặt ngoài (cao 33 mét so với mặt bên trong) và cả hai ngọn tháp đều cao 91 mét. Nhà thờ có năm quả chuông, trong đón quả lớn nhất tên là chuông Anh hùng nặng 8.537 kilôgam, được làm vào năm 1927. Đồng thời, nhà thờ cũng có một trong những cây đàn organ ống lớn nhất Châu Âu, với 9740 đườg ống và 134 hàng (rank). Quảng trường Dóm nơi nhà thờ tọa lạc có diện tích rộng tương đương với quảng trường San Marco ở Venice, Ý.

## Lịch sử
Việc xây dựng nhà thờ được bắt đầu vào năm 1913 sau một trận lũ phá hủy gần như toàn bộ Szeged. Nhà thờ được thiết kế bởi Frederick Schulek và được hoàn thiện vào năm 1930.
Sau nhiều thời gian tìm kiếm địa điểm để xây dựng, cuối cùng nhà thờ Đức Bà Szeged đã được xây tại nơi nhà thờ Thánh Demetrius có từ thời Trung Cổ đã từng tọa lạc. Ngày nay, dấu tích còn lại duy nhất của nhà thờ Thánh Demetrius là tháp Dömötör (công trình cổ nhất tại Szeged). Có 35 bản sơ đồ thiết kế của nhà thờ đã được trình lên và cuối cùng thì bản vẽ được chọn và nền móng nhà thờ đã được thi công vào ngày 21 tháng 6 năm 1914. Tuy nhiên, việc xây dựng đã bị đình trệ do Chiến tranh Thế giới thứ Nhất. Nhà thờ được hoàn thiện vào ngày 24 tháng 10 năm 1930. Nhà thờ được ban phước lành bởi nhiều giám mục và tổng giám mục khác nhau. Thánh lễ đầu tiên của nhà thờ đã được tổ chức một ngày sau ngày hoàn thiện công trình xây dựng.